# NGC 2846
NGC 2846 é uma estrela dupla na direção da constelação de Hydra. O objeto foi descoberto pelo astrônomo Lawrence Parsons em 1874, usando um telescópio refletor com abertura de 72 polegadas. 